# Dawn (космический аппарат)
Dawn (с англ. — «Рассвет», произносится Дон) — автоматическая межпланетная станция (АМС), запущенная НАСА 27 сентября 2007 года для исследования астероида Веста и карликовой планеты Цереры.
«Dawn» стал первой миссией по исследованию с орбиты более одного небесного тела, первым аппаратом, работавшим на орбите астероида главного пояса (с 2011 по 2012 год) и первым на орбите карликовой планеты (с 2015 года по настоящее время).
Общее руководство проектом осуществляет Лаборатория реактивного движения. Контракт на разработку и изготовление аппарата был заключен с компанией Orbital Sciences Corporation (Даллас, Вирджиния, США), где за него отвечал менеджер проекта Майкл Мук (Michael Mook). За научную программу миссии отвечает Калифорнийский университет в Лос-Анджелесе (научный руководитель проекта — Кристофер Расселл), партнерами которого являются Лос-Аламосская национальная лаборатория, Институт исследований Солнечной системы Общества Макса Планка (Катленбург-Линдау, Германия), Институт планетных исследований Германского центра авиации и космонавтики (DLR) (Берлин), Институт инженерии компьютеров и коммуникационных сетей Брауншвейгского технического университета, Национальный институт астрофизики Италии (Рим) и Итальянское космическое агентство; ракету-носитель поставила компания United Launch Alliance (Денвер, Колорадо).
Стоимость миссии составляет $ 373 млн на построение и запуск аппарата, затем к 2015 году — $ 99 млн на последующее сопровождение — работу и анализ данных.
В настоящее время аппарат находится на бесконтрольной орбите Цереры, на которой продержится по крайней мере до середины XXI века.

## Цели и задачи
Название АМС — англ. «Рассвет», «Заря» — не связано с какой-то конкретной личностью, а является простым образом, характеризующим основную цель — получение информации, которая поможет лучше изучить ранние этапы формирования Солнечной системы. Веста и Церера — наиболее массивные астероиды, практически полностью уцелевшие в процессе всей эволюции Солнечной системы и поэтому сохранившие свидетельства о физико-химических условиях «на заре» образования нашей планетной системы. При этом Веста и Церера, хотя и сформировались и эволюционировали так близко друг от друга, представляют собой противоположные типы больших астероидов: Веста — безводный ахондрит, претерпевший на ранних этапах дифференциацию и расплавление ядра и основной части мантии, тогда как Церера содержит огромное количество льда, значительно замедлившего термические процессы в ней. Таким образом, миссия Dawn по изучению этих астероидов связывает исследование каменных тел внутренней Солнечной системы и ледяных во внешней части. Она состоит в достижении следующих целей:
- Исследовать внутреннюю структуру, плотность (определить объёмную плотность с точностью не ниже 1 %) и однородность двух протопланет.
- Определить поверхностный рельеф и кратерирование.
- Определить распределение массы, построить гравитационное поле (с полуволновым разрешением не ниже 90 км и 300 км соответственно), установить расположение главных осей, осей вращения (с точностью не ниже 0,5 %), получить моменты инерции для обоих тел.
- Установить точную форму, размер, состав и массу Весты и Цереры.
- Изучить роль воды в процессе эволюции астероидов.
- Проверить гипотезу, что Веста является источником каменных метеоритов-ахондритов типа HED[англ.] (говардитов[англ.], эукритов[англ.]* и диогенитов), и описать их с геологической точки зрения, а также определить, какие метеориты происходят с Цереры.

Для этого должны быть выполнены следующие задачи:
- Получить изображения не менее 80 % поверхности Весты и Цереры с разрешением не хуже 100 м/пиксель и 200 м/пиксель соответственно и отношением сигнал/шум не ниже 50 без фильтра и как минимум в 3 цветных фильтрах.
- Произвести картографирование поверхности с помощью спектрометра в диапазоне волн с длиной 0,4—5,0 мкм.
- Топографировать не менее 80 % поверхности Весты с горизонтальным разрешением не хуже 100 м и вертикальным — не хуже 10 м, а Цереры — с горизонтальным разрешением не хуже 200 м и вертикальным — не хуже 20 м.
- Осуществить радиозондирование для определения параметров, характеризующих Весту и Цереру с точки зрения динамики твёрдого тела.
- Получить нейтронные и гамма-спектры для составления карт химического состава деталей рельефа поверхности, в том числе распределения содержания основных породообразующих элементов (кислорода, магния, алюминия, кремния, кальция, титана и железа), следовых элементов (гадолиния и самария) и долгоживущих радиоактивных элементов (калия, тория и урана), а также водорода во всём поверхностном слое (толщиной в 1 м) обоих протопланет с точностью не ниже 20 % и разрешением порядка полутора расстояний, равных высоте съёмки.

## Конструкция аппарата
АМС «Dawn» сделана компанией Orbital Sciences на базе платформы Star 2, созданной для малых геостационарных спутников связи. В основе конструкции станции — цилиндр из графитового композитного материала. Внутри него расположены баки для рабочего тела двигателей — ксенона в виде газа для ионных двигателей и гидразина для обычных. Снаружи цилиндра крепятся панели из алюминия с алюминиевым покрытием, на которых установлена бо́льшая часть остального оборудования. На одной из сторон корпуса установлена главная антенна, на двух других — приводы солнечных батарей. Панель быстрого доступа и другие панели состоят из алюминия и имеют алюминиевое или композитное покрытие. Температура аппарата поддерживается с помощью термоизоляционных экранов, радиаторов на поверхности корпуса, его полированного покрытия, а также более 140 электронагревательных элементов.
На борту Dawn установлена кремниевая пластина размером 8×8 мм, на которую нанесены имена 365 000 жителей Земли, подавших соответствующую заявку.

### Ионный двигатель
АМС оборудована тремя ксеноновыми ионными двигателями NSTAR производства компании L-3 Communications, разработанными на основе образца, испытанного на зонде «Deep Space 1». Они установлены в нижней части аппарата: один вдоль оси, ещё два — на передней и задней панелях.
Принцип работы — ускорение в электрическом поле ионов ксенона (до скорости, почти в 10 раз большей, чем в обычных химических двигателях). Каждый двигатель размером 33 см (длина) на 30 см (диаметр сопла) и массой 8,9 кг имеет тягу 19—92 мН и удельный импульс 3200—1900 с. Ускорение и торможение обеспечиваются за счёт регулирования электрической мощности (от 0,5 до 2,6 кВт, которые подаются непосредственно от солнечных батарей при напряжении от 80 до 160 В) и скорости расхода рабочего тела. Движение осуществляется посредством работы одного из трёх двигателей. При нормальной работе ионные двигатели «Dawn» обеспечивают прирост в скорости на примерно 100 км/ч  за 4 суток. Штатный режим разгона КА — недельный с перерывом на несколько часов для «общения» с Землей. Суммарная расчетная продолжительность работы трех двигателей — примерно 2000 суток, в том числе 1885 суток до прибытия на орбиту Цереры. В действительности общее время полёта АМС с включенной тягой достигло 5,9 года (54% полётного времени от запуска до последнего выключения двигателя). Приращение скорости АМС, обеспеченное ионными двигателями, составило 11,4 км/с, что является рекордом, в 2,7 раза превосходящим предыдущее рекордное достижение. 
Ксенон был выбран в качестве рабочего тела ионных двигателей, потому что он химически инертен, легко хранится в сжатом виде и имеет достаточно большую атомную массу, чтобы обеспечивать бо́льшую тягу по сравнению с другими веществами. Рабочее тело расходуется экономично — 3,25 мг за секунду (или около 10 унций (280 г) в сутки) при максимальной интенсивности работы. В момент запуска ксенон в газообразной форме хранился в баллоне под давлением при плотности, в 1,5 раза большей плотности воды. Из 425 кг рабочего тела (ксенона), имеющегося на борту, на полёт Земля — Веста предполагалось израсходовать 275 кг, на полёт Веста — Церера — 110 кг.

### Исследовательские инструменты
| Наименование                                                                                            | Внешний вид | Назначение                                                                          | Описание | Разработчик |
| --- | ----------- | ----------------------------------------------------------------------------------- | --- | --- |
| Кадровый фотоаппарат (англ. Framing camera (FC))                                                        |             | Получение подробных оптических изображений, а также навигация при подлёте к целям   | На зонде установлены две (отдельно размещённые) камеры, каждая со своим комплектом оптики и электроники, и при съёмке используется одна из них — основная либо резервная. Каждая камера оснащена чёрно-белой ПЗС-матрицей (1024×1024 пикселя), объективом с диаметром 19 мм, относительным отверстием f/7,9 и фокусным расстоянием 150 мм, набором из 7 узкополосных (6 с полушириной 40 нм и 1 с полушириной 80 нм; самый широкий — от 450 до 920 нм) цветных фильтров + пустым полем; имеет поле зрения 5,5×5,5 градусов; время выдержки может быть установлено от 0,001 с до 3,5 часа. Помимо видимого света, камеры способны регистрировать волны в ближнем ИК-диапазоне. Они также имеют собственную систему оцифровки и внутреннюю память объёмом 8 Гб. | Камеры были созданы Институтом исследований Солнечной системы Общества Макса Планка при участии Института планетных исследований Германского центра авиации и космонавтики (DLR) и Института инженерии компьютеров и коммуникационных сетей Брауншвейгского технического университета; находится в ведении Германского центра авиации и космонавтики (DLR) и Института исследований Солнечной системы Общества Макса Планка |
| Детектор нейтронов и гамма-квантов (англ. Gamma Ray and NeutronDetector (GRaND))                        |             | Определение химического состава поверхностного слоя Весты и Цереры глубиной до 1 м. | Конструкция основана на устройстве гамма-спектрометра и нейтронного спектрометра на борту АМС «Lunar Prospector», также запущенной в рамках программы Discovery, и гамма-лучевого спектрометра, установленного на аппарате «Mars Odyssey». Прибор оснащён 21 датчиком (в 4 главных каналах) для регистрации энергий гамма-лучей и нейтронов, отражённых от поверхности исследуемого тела либо испускаемых ею, причём этот сигнал отделяется от фонового. Фотоэлектронный умножитель регистрирует сцинтилляции, вызванные взаимодействием γ-лучей с кристаллом германата висмута, а также создание ими свободных носителей заряда в полупроводниковом кристалле теллурида цинка-кадмия. Надтепловые и быстрые нейтроны детектируются по их взаимодействию со сцинтилляторами из борированной пластмассы; образующиеся там гамма-лучи регистрируются кристаллами BGO и CdZnTe. Сцинтилляторы оптически связаны с фотоумножителями для обеспечения возможности регистрации низкоэнергетических фотонов. Те же фотоумножители, связанные со сцинтилляторами из литированного стекла, служат для регистрации тепловых нейтронов. GRaND имеет очень широкую зону обзора, но чувствительность не везде одинакова, полуширина минимально разрешимого участка поверхности составляет порядка полутора расстояний, равных высоте съёмки. Однако зная расположение геологических объектов, определённое другими приборами, можно получить пространственное распределение химических элементов с разрешением, в 3 раза лучшим собственного разрешения детектора нейтронов и гамма-квантов. В отличие от других инструментов, в детекторе нет собственного внутреннего устройства хранения данных. | Инструмент изготовлен Лос-Аламосской национальной лабораторией, а отвечает за него рабочая группа в Планетологическом институте США. |
| Спектрометр видимого и инфракрасного диапазонов (англ. Visible and Infrared Mapping Spectrometer (VIR)) |             | Минералогический анализ поверхности Весты и Цереры                                  | Прибор является модификацией спектрометров, применявшихся на космических зондах «Розетта» и «Венера-экспресс», а также унаследовал ряд элементов конструкции от аналогичного инструмента на борту аппарата «Кассини». Инструмент регистрирует интенсивность освещения каждого пикселя ПЗС-матрицы для длин волн 0,25—1 мкм, либо массива фотодиодов HgCdTe при температуре 70 К для длин волн 0,95—5 мкм — всего 400 различных длин волн в видимом и инфракрасном диапазоне — затем из сравнения получаемой картины с известными данными лабораторных исследований можно делать выводы о минералогическом составе поверхности Весты и Цереры. Спектрометр имеет длину щели 64 мрад, объем встроенной памяти — 6 Гб, которые могут использоваться как 2 Гб резервного хранилища данных. | Прибор был создан SELEX ES, дочерней фирмой холдинга Leonardo на средства Итальянского космического агентства под научным руководством Национального института астрофизики Италии, в ведении которого и находится его работа. |

Помимо специальных инструментов, радиокомплекс аппарата должен использоваться для изучения гравитационного поля Весты и Цереры. Принимая с помощью антенн на Земле сигналы с зонда (постоянно отслеживая скорость КА и регистрируя радиозатмения), можно наблюдать небольшие вариации в гравитационном поле, дающие информацию о распределении масс внутри изучаемых тел, на основании которого можно, в свою очередь, делать выводы об их внутренней структуре. За гравитационный эксперимент отвечает сама Лаборатория реактивного движения NASA.

### Солнечные батареи
Электрическая силовая установка обеспечивает электропитанием все системы на борту аппарата, в том числе ионный двигатель в периоды его активной работы, а также системы терморегулирования. Каждая из двух 5-секционных солнечных батарей размером 8,3 на 2,3 м и массой 63 кг покрыта 5740 фотоячейками из InGaP/InGaAs/Ge, преобразующими около 28 % падающего на них солнечного излучения в электричество. На Земле они вместе генерировали бы более 10 кВт, а на расстоянии 3 а. е. от Солнца максимальная мощность составляет 1,3 кВт. Панели установлены с противоположных сторон зонда с помощью карданова подвеса системы, позволяющей ориентировать их перпендикулярно солнечному потоку. Никель-водородная батарея на 35 ампер-часов и комплект зарядной электроники обеспечивают непрерывное питание, даже когда панели не улавливают солнечное излучение.

### Система ориентации и стабилизации
В обычном режиме движения система ориентации определяет положение станции с помощью двух звёздных датчиков и 16 солнечных грубых датчиков, в отдельных режимах работы дополнительно используются 3 гироскопа. Ориентация аппарата, в особенности солнечных батарей на Солнце, может осуществляться с помощью реактивной системы управления и четырёх инерционных маховиков, причём оба способа могут применяться в сочетании с ионным двигателем в режиме его активной работы. Реактивная система управления представляет собой 12 микро-ЖРД MR-103G тягой по 0,9 Н на гидразиновом монотопливе и может использоваться как для непосредственного контроля ориентации, так и для разгрузки маховиков. Эта же система отвечает за слежение солнечными батареями за Солнцем и за поворот в кардановом подвесе ионных двигателей (чтобы по мере опустошения баков вектор тяги проходил через центр масс КА). Кроме того, некоторое количество гидразина предусмотрено для манёвров по корректировке орбиты, если в режиме малой тяги ионного двигателя требуется достаточно быстро набрать необходимое изменение скорости.

### Система управления данными
Бортовая система управления данными построена на базе процессора RAD6000, используется программное обеспечение на языке C под управлением ОС VxWorks. Управляющий модуль включает также 8 Гбайт памяти для хранения инженерных и научных данных. Система получает данные телеметрии от всех датчиков системы ориентации и отправляет команды на её приводы благодаря установленным драйверам для них.
Бортовая кабельная сеть КА состоит из примерно 9000 проводов общей длиной порядка 25 км, причем масса кабелей вместе с разъемами достигает 83 кг.

### Связь
Телекоммуникация с Землёй производится в X-диапазоне с помощью малого транспондера для связи в глубоком космосе, также успешно зарекомендовавшего себя в работе на зонде Deep Space 1 и использовавшегося на большинстве миссий NASA за пределы орбиты Луны, начиная с «Марс Одиссей». 100-ваттные усилители на лампе бегущей волны аналогичны установленным на аппарате «Mars Reconnaissance Orbiter». Передача данных осуществляется в основном с помощью параболической антенны с высоким коэффициентом усиления диаметром 1,52 м, либо, когда она не направлена в сторону Земли, — одной из трёх антенн с низким коэффициентом усиления. Скорость передачи — от 10 б/с до 124 кб/с, приёма (с Земли) — от 7,8 б/с до 2 кб/с.

## План полёта
План полёта, рассчитанный на 8 лет, предусматривает расходящуюся спиральную траекторию, описывающую три оборота вокруг Солнца.
- Сентябрь — октябрь 2007 года — старт с Земли.
- Февраль 2009 года — манёвр в гравитационном поле Марса с набором скорости.
- Август 2011 года — прибытие в район Весты и переход при помощи ксеноновых ионных двигателей на орбиту спутника астероида.
- Август 2011 года — август 2012 года — исследование астероида Веста.
- Август 2012 года — уход по раскручивающейся спирали из гравитационного поля Весты и переход на орбиту полёта к Церере.
- Март 2015 года — прибытие к Церере и переход на её орбиту.
- Июль 2016 года — завершение основной миссии[14].

По первоначальному плану на орбите около Весты аппарат должен был находиться до мая 2012 года, но этот срок был продлён до августа, с целью более полного картографирования некоторых областей, остававшихся в тени. Это не повлияло на сроки прибытия к Церере.
1 июля 2016 года руководство НАСА приняло решение оставить зонд на орбите Цереры, хотя руководство миссии Dawn предполагало использовать остатки топлива космического аппарата для полёта к астероиду (145) Адеона. 19 октября 2017 года расширенная миссия была снова продлена до второй половины 2018 года, когда будет исчерпан ресурс топлива.

## История миссии
АМС «Dawn», девятая миссия в рамках программы Discovery, была принята НАСА в ноябре 2002 года.
Миссия как минимум трижды замораживалась или вовсе отменялась (2003, 2005, 2006 гг.). Однако после последнего публичного заявления об отказе от полёта к Церере в марте 2006 года это решение было официально отменено, и 27 марта 2006 года «Dawn» получил добро на запуск. В сентябре 2006 года АМС уже была в состоянии готовности к запуску. 10 апреля 2007 года спутник доставили в монтажный цех подрядчика по запуску, SPACEHAB, Inc во Флориде. Запуск изначально был запланирован на 20 июня, но затем откладывался до 30 июня и 7 июля из-за неготовности ракеты, а потом до 15 июля из-за проблем с самолетными и морскими измерительными пунктами для сопровождения запуска; он мог быть выполнен до 19 июля, так как только до этой даты существовали условия для встречи с Марсом. Однако 7 июля было объявлено о переносе запуска на осень, до следующего астрономического окна — чтобы избежать наложения во времени пуска и первых фаз полёта «Dawn» и АМС «Феникс» (пуск которой состоялся 4 августа 2007 года). Из-за аппарата «Феникс» пришлось и частично разобрать ракету для запуска «Dawn», чтобы минимизировать риск при возможных проблемах с пусковой установкой «Феникса» в непосредственной близости.
Наконец, 11 сентября 2007 года 3-я ступень ракеты-носителя с АМС на ней были вновь доставлены на стартовый комплекс 17-В космодрома на мысе Канаверал. Запуск аппарата был выполнен 27 сентября 2007 года. После почти трёх месяцев испытаний бортовых систем на земной орбите, 17 декабря 2007 года «Dawn» отправился к Марсу, орбиту которого аппарат достиг 17 февраля. Выполнив гравитационный манёвр вокруг планеты, аппарат устремился к поясу астероидов.

### Изучение Весты
3 мая 2011 года зонд сделал первую фотографию Весты с расстояния около 1,21 млн км, начался этап активного изучения астероида. В течение мая была выполнена серия навигационных снимков астероида с расстояния около 640 тыс. — 1 млн км.
К 27 июня аппарат снижает скорость, всё ближе приближаясь к Весте. 16 июля, совершив почти два оборота вокруг Солнца, «Dawn» достиг Весты и перешёл на её круговую орбиту с высотой 16 000 км. Весь июль аппарат занимался съёмкой поверхности Весты.
11 августа начался основной этап исследований и сбора информации (Survey) с помощью всех трёх инструментов с орбиты высотой 2700 км, куда Dawn успешно перешёл 2 августа. К 31 августа было получено более 2800 снимков и более 3 млн спектров в видимом и ИК-диапазонах, что намного превысило намеченный план.
18 сентября аппарат спустился ещё ниже — до орбиты 680 км — «Высокой картографической орбиты», High altitude mapping orbit, сокр. HAMO. 29 сентября начался второй этап работы (самый интенсивный) на орбите HAMO в течение 30 дней, за которые должно быть совершено порядка 60 оборотов — 6 циклов съёмки под разными углами по 10 оборотов, в ходе которого было выполнено подробное картографирование поверхности с целью изучения геологических процессов на астероиде, а также исследование его гравитационного поля. Камерой Dawn сделано более 7000 фотографий, составивших основу фотоархива Весты по охвату и по детальности; VIR-спектрометром снято более 15000 кадров, которые позволили построить подробную геологическую карту астероида; детектор GRaND также начал собирать данные.
8 декабря аппарат перешел на «Низкую картографическую орбиту», Low altitude mapping orbit, сокр. LAMO высотой 210 км.
- 12 декабря — Начало работы на орбите LAMO, как минимум 10-недельной[44]. Основными задачами данного этапа полета стали точные измерения гравитационного поля для определения распределения массы в недрах астероида; регистрация детектором GRaND спектра нейтронов и гамма-квантов, рождающихся при взаимодействии космических лучей с поверхностью Весты, для определения элементного состава вещества на поверхности астероида[45][46]. 13 декабря зонд отправил на Землю первые фотографии Весты с максимально возможным разрешением (до 23 мегапикселей, что в 3 раза лучше, чем на предыдущей орбите). Больше недели ушло на обработку данных. Все собранные фотографии использованы для создания карты Весты высокого разрешения[47][48].

Основная исследовательская программа Dawn была выполнена, 18 апреля она была продлена до 26 августа. Зонд остался на низкой орбите для сбора дополнительных данных о составе поверхности и гравитационном поле, затем перейдёт на более высокую (680 км) для более подробного исследования северного полушария, не освещенного Солнцем ранее. 5 июня аппарат завершил переход на орбиту 680 км с 12-часовым периодом обращения. Завершив расширенную программу (получено в общей сложности 31 тыс. фото обычной камерой и 20 млн спектров в видимом и ИК-диапазонах), 5 сентября 2012 года аппарат покинул орбиту Весты и направился к следующему объекту исследований — Церере, переход к которому занял два с половиной года.
13 января с расстояния 383 тыс. км получено изображение Цереры размером 27 пикселей. На снимках различимы элементы структуры поверхности, такие как кратеры. С этого момента начинается получение снимков приближающейся Цереры.
.

### Изучение Цереры
| Кодовое название | Время работы        | Высота над поверхностью, км | Период обращения | Разрешение при съёмке, м/пиксель |
| ---------------- | ------------------- | --------------------------- | ---------------- | -------------------------------- |
| RC3              | 23.04.15 – 09.05.15 | 13 600                      | 15 дней          | 1,300                            |
| Survey           | 06.06.15 – 30.06.15 | 4 400                       | 3,1 дня          | 410                              |
| HAMO             | 17.08.15 – 23.10.15 | 1 470                       | 19 часов         | 140                              |
| LAMO/XMO1        | 16.12.15 – 02.09.16 | 385                         | 5.4 часа         | 35                               |
| XMO2             | 16.10.16 – 04.11.16 | 1 480                       | 19 часов         | 140                              |
| XMO3             | 05.12.16 – 22.02.17 | 7 520 - 9 350               | ~ 8 дней         | ~700                             |
| XMO4             | 17.04.17 –          | 13 830 - 52 800             | 59 дней          |                                  |

6 марта 2015 года, преодолев в общей сложности 4,9 млрд км, аппарат захвачен гравитационным полем карликовой планеты на расстоянии 60 600 км от неё.
23 апреля 2015 «Dawn» успешно перешёл на круговую научную орбиту RC3 в 13,6 тысячи километров, сделаны новые снимки карликовой планеты
6 и 9 июня 2015 были получены первые фотографии со второй научной орбиты (4400 км). Наибольший интерес по-прежнему вызывают яркие области внутри кратера диаметром 90 км — различимо большое пятно диаметром порядка 9 км и как минимум 8 пятен меньшего размера рядом с ним (помимо льда, обнаружены выходы гидрогалита, что стало подтверждением наличия океана на Церере, как минимум, в недавнем прошлом); а также кратеры — наблюдается большое число имеющих углубления в центре. Кроме того, можно видеть гору высотой порядка 5 км и множество кратеров с центральными пиками, — эти и другие элементы дают информацию о процессах на поверхности карликовой планеты в прошлом (есть свидетельства геологической активности) и её внутреннем строении.
С 17 августа 2015 аппарат перешел на третью научную орбиту 1470 км для картографирования поверхности Цереры и изучения внутреннего распределения массы Цереры с помощью радиоволн 19 августа получены изображения поверхности Цереры с третьей научной орбиты разрешением 140 м/пиксель (что почти в 3 раза лучше, чем на предыдущей орбите) — гора в южном полушарии высотой 6 км. 9 сентября — подробные снимки кратера, в котором находятся яркие пятна, получившего название Оккатор
8 декабря 2015 зонд закончил снижение до высоты 385 км. После небольшой плановой корректировки траектории 11—13 декабря на четвёртой орбите намечены подробная съёмка (разрешением 35 м/пиксель) деталей поверхности, в особенности кратера Оккатор; изучение гамма-лучей и потоков нейтронов для определения содержания определённых химических элементов; анализ содержания различных минералов с помощью VIR- спектрометра, а также исследования гравитационного поля в течение последующих трёх месяцев — приблизительно до мая 2016 года. Чтобы максимально продлить срок работы аппарата, инженеры попытаются перевести систему ориентации на гибридный режим с использованием двух оставшихся маховиков. 10 декабря 2015 выполнены первые фотографии поверхности (цепочки Гербер), сделанные резервной камерой в целях её тестирования. Подобные комплексные структуры на поверхности Цереры представляют особый интерес, так как свидетельствуют о сложной структуре поверхности, присущей телам большего размера, таким как Марс Первую половину 2016 года аппарат производит съемку поверхности астероида.

### Дальнейшие изучения
30 июня 2016 года аппарат завершил основную миссию, за время которой в общей сложности он пролетел 5,6 млрд км, совершил 2450 оборотов вокруг Весты и Цереры, отправил на Землю 69 000 отснятых изображений этих двух тел, а ионный двигатель работал 48 000 часов.
6 июля 2016 в NASA принята программа расширенной миссии. Теоретически аппарат мог быть направлен к одному из более чем 65 000 известных объектов, однако наиболее перспективным могло бы быть исследование одного из астероидов семейства Адеоны, при этом топливо расходовалось бы даже ещё более экономично. Тем не менее, после оценки всех факторов принято решение оставить «Dawn» на орбите Цереры для дальнейшего её изучения.
19 октября 2017 года расширенная миссия по исследованию Цереры во второй раз продлена до второй половины 2018 года.

### Завершение миссии
1 ноября 2018 года аппарат, переведённый на стабильную орбиту, исчерпал все запасы топлива для маневрирования и ориентации. Миссия «Dawn», длившаяся 11 лет, была официально завершена. На финальной орбите неуправляемая АМС продержится ещё как минимум 20 лет, а с 90 % вероятности — не менее 50 лет.

## Итоги
Данные, полученные «Dawn», выявили чрезвычайно разнообразную морфологию поверхности Весты: обнаружены впадины, хребты, утесы, холмы и очень большая гора. Зарегистрирована сильная дихотомия, то есть принципиальная разница между северным и южным полушариями. Северное старше и сильнее изрыто кратерами, тогда как южное более яркое и гладкое, имеет базальтовую литологию и как минимум вдвое моложе северного: его возраст оценивается в 1-2 млрд лет, тогда как у самых старых элементов рельефа Севера — ненамного меньше 4 млрд лет. Аномальные тёмные пятна и полосы на поверхности соответствуют тёмным включениям, обнаруженным в метеоритах с Весты и имеющим своим происхождением, скорее всего, импактные события в древности. Детальный минералогический анализ поверхности доказал эквивалентность с составом метеоритов типа HED, что подтверждает теорию о формировании коры путём расплавления хондритного родительского тела. Таким образом, окончательно подтверждено, что именно Веста является источником HED-метеоритов (то есть одним из крупнейших единственных источников метеоритов на Земле), причём установлены и соответствующие участки поверхности — огромные ударные бассейны Реясильвия и Вененейя вблизи южного полюса. Прояснение их возраста (они оказались неожиданно молодыми) позволило, в свою очередь, уточнить теорию эволюции Солнечной системы в целом, в особенности этапа поздней тяжёлой бомбардировки. А «Dawn» стал таким образом первым КА, исследовавшим источник метеоритов после их идентификации на Земле.
На основании измерений массы, формы, объёма и вращательных параметров Весты с помощью фотосъёмки и радиозондирования уточнены размеры Весты, а также получено точное распределение гравитационного поля, свидетельствующее о ранней дифференциации. Данные зонда помогли учёным восстановить картину формирования и эволюции астероида, в частности, образования 4,56 млрд лет назад крупного (средним радиусом от 107 до 113 км) железного ядра, подобно тому, как это происходило у планет земной группы и Луны. Однако другие тела, имевшие океаны магмы на этом этапе эволюции Солнечной системы, были поглощены этими планетами, но с Вестой этого не произошло, что делает её в этом плане уникальной.
Наконец, с прибытием «Dawn» для Весты пришлось разработать новую систему координат, поскольку оказалось, что предыдущая, основанная на данных наблюдений телескопов, имела ошибку почти в 10°.
Далее, данные КА позволили уточнить в сторону уменьшения массу и размер Цереры: её экваториальный диаметр составляет 963 км, полярный диаметр — 891 км, масса — 9,393⋅1020 кг.
Была составлена гравитационная карта Цереры и получено множество детальных снимков ее поверхности. Кроме того, исследователи нашли на Церере «холодные ловушки», пригодные для удержания водяного льда в течение долгого времени, ледяной вулкан, следы органических веществ, необычные горы, исчезнувшие кратеры, ледники и оползни, а также загадочные яркие белые пятна, состав которых долгое время не удавалось установить.
К моменту завершения основной миссии аппарат преодолел в общей сложности 5,6 млрд км, совершив 2450 оборотов по орбитам вокруг Весты и Цереры. За это время им собрано 132 Гб данных, в частности, отснято 69 000 изображений.